# Leopold Stolba
Leopold Stolba (11. listopadu 1863 Vídeň – 17. listopadu 1929 Vídeň) byl rakouský malíř a grafik, zakladatel Vídeňské secese. Narodil se ve Vídni rakouským Čechům. Již jako mladý patnáctiletý hoch začal studovat sochařství na Akademii výtvarných umění ve Vídni Po dokončení studií, v roce 1890, se však věnoval výhradně malbě a grafice, tato změna byla pravděpodobně ze zdravotních důvodů. Jeho redaktorská činnost na časopise Ver sacrum začala roku 1902, kde jako člen redakční komise napsal řadu příspěvků. Vytvořil několik plakátů pro výstavy Secese či textilních dekorů. Byl také zručným karikaturistou.
Dne 17. listopadu 1929 zemřel na plicní tuberkulózu, pochován je na hřbitově v Meidlingu v hrobě označeném B-2-G60.